# 布赖恩·格伦尼
布赖恩·格伦尼（英語：Brian Glennie，1946年8月29日—2020年2月7日），加拿大男子冰球运动员，场上位置是后卫。他曾代表加拿大参加1968年冬季奥林匹克运动会冰球比赛，获得一枚铜牌。